# Андерсон, Шерин
Шерин Андерсон (англ. Cherine Anderson; род. 25 сентября 1984 года, Кингстон, Ямайка) — ямайская регги- и дэнсхолл-певица, актриса и автор песен.

## Биография
Шерин Андерсон родилась 25 сентября 1984 года на Ямайке в восточном Кингстоне.
Шерин дебютировала в кино в роли Тани в фильме 1997 года «Королева дэнсхолла». В 2003 году она вместе с Кай-Мани Марли сыном Боба Марли снялась в фильме «Одна любовь», здесь она уже пела.
Позже Шерин Андерсон начала сотрудничать с несколькими независимыми онлайн-дистрибуторами выпускавшими музыкальные сборники. Её первый успешный сингл «Good Love» вышел в 2006 году также на одном из сборников. В этом же году Андерсон совместно с Chuck Fenda записала сингл «Coming Over», который поднялся до #1 места в ямайских чартах и оставался в топ-30 в течение 26 недель. В следующем году принимала участие вместе со Sly and Robbie в создании ремикса на песню Бритни Спирс «Piece of Me».
В 2007 году также дебютировала и как режиссёр, когда сняла видео на свою песню «Kingston State of Mind». Видео попало в топ карибских видео-чартов и оставалось в топ-10 в течение 4 месяцев. Вайклеф Жан позже сделал ремикс на эту песню. В этом же году принимала участие в американском туре Sly and Robbie, а в конце года в записи альбома All Rebel Rockers Michael Franti & Spearhead. В частности, с её помощью записаны песни «Sound System», «Little Bit of Riddem» и «Say Hey (I Love You)», последняя также выпущена синглом, имевшем успех, звучал в фильмах и рекламе. В течение последующих нескольких лет Шерин участвовала в гастролях с Майклом Франти, где выступала на разогреве.
В марте 2009 года вышел первый официальный альбом Шерин Андерсон The Introduction-Dubstyle EP. Альбом, помимо прочего, включает в себя такие композиции, как «Shine On Jamaica», «Talk If Yuh Talking», «Kingston State of Mind» и «Coming Over Tonight».
Шерин занимается благотворительностью и общественной деятельностью связанную с гендерным равенством, насилием над женщинами, раком молочной железы.